# Паркошовиц, Якуб
Я́куб Паркошо́виц или Я́куб Па́ркош (род. ? в Журавице, ум. 1455) — шляхтич герба Годземба (пол. Godzięba), польский языковед и автор первого трактата о польской орфографии, относящегося к приблизительно 1440 г., профессор и ректор Краковской академии, краковский каноник.
Принадлежал кругу важнейших польских интеллектуалов. В 1421 г. Поступил в Краковскую академию, где вскоре получил степень бакалавра, затем, в 1427 г. магистра. В 1439—1441 был ректором. Был приходским священником в Скалке с 1439 г., с 1449 каноником краковского капитула.

## Трактат о польской орфографии
Главной целью Паркошовица было, по примеру Яна Гуса, приспособить латинский алфавит для обозначения на письме звуков польского языка. Свои размышления он изложил в Трактате о польской орфографии. Сам трактат не имеет названия, он сохранился в виде копии, сделанной в 1460—1470 гг. писцом по фамилии Важиковский (рукопись Ягеллонской библиотеки, шифр 1961).
Больше всего внимания в своей работе Паркошовиц уделил установлению достаточного количества отдельных букв алфавита для польских звуков. Он графически различает мягкие согласные от твёрдых, а также долгие гласные от кратких. Информация о произношении гласных, содержащаяся в трактате, позволяет утверждать, что долгота-краткость была живой категорией в польском языке ещё в середине XV века. Паркошовиц пишет о том, что оппозиция долгий гласный: краткий гласный различала слова, о чём он пишет в трактате: «все гласные произносятся либо долго, либо коротко, и эта долгота или краткость образует различные значения слов». Например, долгие гласные должны были записываться «aa», «ee» и т. д. Польским согласным иногда должны были соответствовать две или даже три буквы, например, «ch», «dz», «ff» и т. д.. Вместе с тем различие твёрдых и мягких согласных должно было, по мысли автора трактата, выражаться на путём ввода в алфавит новых графических знаков, например, «b» твёрдое должно было писаться квадратно, а мягкое округло. Паркошовиц не вводил в свой алфавит диакритических знаков. Арсенал латинских букв, соответствующих гласным, он увеличил на знак «Ø».
Принципы, изложенные по-латыни, Паркошовиц подытожил кратким польским стихотворением, вставленным в заключение трактата:
Kto chce pisać doskonale

Język polski i też prawie

Umiej obiecad{ł)o moje,

Którem tak napisał tobie […]
После стихотворения перечислены все буквы алфавита, а также предлагаемые варианты правописания. Трактат предваряется анонимным вступлением, являющимся ценным свидетельством сознательной борьбы за равноправие польского языка с латынью. Во введении впервые в истории польского языка появляется понятие языковой ошибки.
Содержащиеся в произведении предложения по изменению орфографии, как, например, введение различных форм букв для обозначения твёрдых и мягких согласных не были приняты из-за значительной разницы между существовавшей практикой, неудобства предлагаемых форм букв, а также неясности и запутанности предлагаемых правил. Орфографическая система Паркошовица не прижилась на практике, а его теоретические концепции не нашли продолжателей. Следующая известная работа о польской орфографии появилась лишь в начале XVI в.